# Szórend
A szórend a mondatot alkotó szavak, szószerkezetek hagyományosan kialakult sorrendje. Szokás beszélni kötött és szabad szórendű nyelvekről. A különböző nyelvek mondaton belüli szórendje különböző mértékben kötött, teljesen szabad szórendű nyelv nem létezik. A szórend vizsgálata a nyelvtipológiához és a mondattanhoz tartozik. A szórend a mondatban lévő szavak mind szemantikai, mind szintaktikai hierarchiáját is jelöli.
A magyar nyelvet a szabad szórendű nyelvekhez sorolják. A magyar szórend alapja a hangsúlyozással is összeköthető értelmi kiemelés, például más-más mondatrészt emelnek ki az alábbi, ugyanazon szerkezeti elemeket tartalmazó szavak: János megy ma a boltba.; Ma megy a boltba János.; A boltba megy ma János. Ha a magyar szórend teljesen szabad volna, akkor a szórend megváltoztatásának nem lennének következményei.

## A nyelvtipológiai felosztás a szórend alapján
A nyelveket a három legfontosabb mondatrész, az alany, az állítmány / ige és a tárgy (Szubjektum, Predikátum / Verbum, Objektum) sorrendje alapján hat csoportba lehet foglalni.
Az SOV (Szubjektum, Objektum, Verbum) szórendi csoportba tartozik a nyelvek 45%-a, ilyen többek között az akkád, a japán, a koreai, az örmény, a török és a magyar nyelv is. Pl. Richárd kávét főz.
Az SVO (Szubjektum, Verbum, Objektum) szórendi csoportba tartozik a nyelvek 42%-a, többek között az angol, az arab, a görög, a német és a spanyol nyelv. Pl. Richard is making coffee.
A további négy szórendi csoportba kevés nyelv tartozik. A csoportok – a legtöbb nyelvre jellemzőtől a legkevesebbre jellemzőig haladva: VSO, VOS, OVS, OSV.
Természetesen ez csak az alapszórendet jelenti, előfordulhat egy nyelven belül bizonyos esetekben a sorrend megváltozása. Például a magyar nyelvre a SOV szórend jellemző, de előfordulhat SVO vagy OVS szórend is (Richárd főz kávét, nem János.; Kávét főz Richárd, nem teát.); a német nyelvre az SVO szórend jellemző, de némely esetben, pl. a weil kötőszó esetén megváltozik a sorrend (Richard ist nicht schläfrig, weil er Kaffee gemacht hat.).
Az hagyományos nyelvtani felfogásban a szórendet az alany–állítmány ellentét határozza meg. Az újabb, generatív nyelvészeti keret a mondatok topik–predikátum felosztást részesíti előnyben.

## A magyar mondat szórendje

### A modern magyar szórend
A magyar mondat szórendjére az SOV szórend a legáltalánosabban jellemző. A mondatok építése csak viszonylag szabad, a kifejezni kívánt jelentés (pl. hangsúlyozott mondatrészek; fókuszmező) és az egyes nyelvi elemek használati jellemzői (pl. a névelő mindig a főnév előtt; az igekötő hátravetése egyes esetekben; az ige vonzata) nagyban meghatározzák a szavak és szószerkezetek sorrendjét. A magyar szórendet azért tekintik sokan kötetlennek, mert a szavak sorrendje nem függ a mondatrészi szerepektől (alany, tárgy, határozó, jelző), illetve a szorosan vett szemantikán túli, pragmatikai elemek is meghatározzák. Ha a magyar szórend valóban szabad lenne, akkor például a következő mondat is helyes lenne: *Mari elolvasta nem a könyvet.
A magyar szórend továbbá a beszélők szokása szerint, és a különböző külföldi nyelvek (kifejezetten latin és német) hatására is változott és változik. Molecz Béla 1915-ös tanulmányában a következő mondatot hozza fel már "elavult" példaként, amelyben az igekötő együttmarad az igenévvel: [Akit] elcsábítottam, elcsábítva akart lenni.; és szokottabb elrendezésnek tekinti azt, amikor a módosító elválasztja az igenevet az igekötőtől: el akart csábítva lenni. Mai használattal viszont az igekötő helye, az akkori szokott alakban tűnik "régiesnek", és az akkori szokatlan alakban szokásosabb.

### Mondatszerkezettől független szórend
A magyar nyelvben kevés olyan szabály van, amely a szavak mondatban betöltött szerepétől függetlenül határozza meg a szavak sorrendjét. Ilyen esetekben a mondat hangsúlyos (ill. nyomatékos) vagy hangsúlytalan (ill. nyomatéktalan) szerkezete nem befolyásolja az adott szavak összetételét.
- A jelző megelőzi az általa jelzett szót: Az asztalon száz könyv van. A legendás szerző ismert költeménye. A piros (jelző) könyv (alany) az asztalon van. De vö.: A könyv (alany) piros (állítmány).
- A viszonyszavak többségének rögzített helye van:
  - A névelő a kiemelt szó előtt áll: A hegy. Egy ember.
  - A névutó a kiemelt szó után áll: Az asztal alatt. Három nap múlva.
  - A tagadószó a negált szó vagy szókapcsolat előtt áll: Nem kávét főz. Kávét nem főz. A piros könyv nem az asztalon van.
  - A mutató névmás a kiemelt szó előtt áll: Azt a hegyet.
  - A vonatkozó névmás a mellékmondat elején áll: Azt a hegyet, amely távoli.
  - A partikulák bizonyos fajtái kötöttek: Gyere már! Elég izgalmas.
  - A mint segédszó a hasonlított elemek között helyezkedik el: Gábor olyan (okos), mint Péter.
- Az állandósult szókapcsolatok bizonyos fajtái (kifejezetten az idiomatikus kifejezések) lexikai és/vagy nyelvtani rögzültsége teljes: ímmel-ámmal; kinek a pap, kinek a papné.

### A semleges mondatok szórendje
A semleges mondatokban a mondat fő alkotóelemére, a predikátumra (leggyakrabban ige) eső szemantikai hangsúlyon kívül más mondatrész nem hangsúlyozódik. A hangsúlyozandó mondatrészt jelölő fókuszpozíció kitöltetlenül marad. Ez abból ered, hogy az előfelvetéseket csakis a mondatban szereplő bizonyos szavak hordozzák, nem a szórendi vagy hangsúly szerinti sajátosságok (Richárd a beszélők számára ismert személy). Ezekben a mondatokban gyakrabban érvényesül a SOV szórend a kötelezően az ige előtti pozícióban lévő mondatrészek miatt (pl. névelő nélküli tárgy: Richárd kávét főz.; összetett állítmány névszói része: Richárd újságíró lesz.).
Az a, az határozott névelős tárgy esetén a tárgy a predikátum után kerül, a szórend SVO lesz: Richárd megfőzi a kávét.
Szabadon mozgó bővítmények is szerepelhetnek a mondatban. Ezek leggyakrabban mikor? kérdésre felelő időhatározók, melyek szerepelhetnek a mondat elején, az alany és a kötött szórendű szintagmák között vagy a kötött szórendű szintagmák után.

### A fókuszpozíciós (nemsemleges) mondatok szórendje
A fókuszpozíciós mondatokban irányító alapelv a fókuszképzés szabálya, melynek értelmében a hangsúlyozandó mondatrészt a predikátum, azaz leggyarkabban az ige elé kell helyezni. Az ige utáni mondatrészek szabadon mozgathatóak, kivéve az igekötők esetében (pl. az igekötők hátravetése; az ige és az igekötő közé ékelődő segédigék). A fókuszképzés által mindenképpen jelentéstöbblet jelenik meg.
Az alábbi fókuszképzéses eseteket különböztethetjük meg (a fókuszmezőt itt aláhúzva jelenítjük meg):
- kérdőszavas kérdő mondat: Mikor főzi meg Richárd a kávét?
- kérdőszó nélküli, eldöntendő kérdés: Kávét főz Richárd?
- kérdőmondatra adott válaszmondat: Kora reggel főzi a kávét.
- tagadó mondat: Nem kávét főz.; Nem kora reggel főzi a kávét.
- kontrafókuszos mondat: Kávét főz, nem teát.; Kora reggel főzi a kávét, nem késő délután.
- azonosító kifejezéseket tartalmazó mondat: A kávét Richárd főzi meg.
- kirekesztő kifejezéseket tartalmazó mondat: Csak kora reggel szokott kávét főzni.
- Az igekötő "vándorlása": Péter egyszerűen megoldotta a feladatot. Péter egyszerűen oldotta meg a feladatot. Péter egyszerűen akarta megoldani a feladatot. Péter meg akarta oldani a feladatot.

## Más nyelvek szórendisége

### Angol
Az angol nyelv közismerten kötött szórendű nyelv. Ritka azon esetek száma, ahol az SVO-szórend nem teljesül.
Az angolban a melléknevek sorrendje kötött a jelentésüktől függően: vélemény, méret, fizikai megjelenés, alak, kor, szín, származás, anyag, típus, cél. Ebből eredően az alábbi példában csak a következő sorrend a helyes: lovely, long, narrow, new, red, Japanese, plastic, single-row cleaning brush.

### Latin
A latin nyelv a magyarhoz hasonlóan szabadabb szórendű nyelv.